# Buda ostroma (1530)
Buda ostroma 1530. október 31-étől december 20-áig tartott. A magyar fővárost Wilhelm von Roggendorf császári hadvezér vívta Szapolyai János magyar király csapataival szemben, akiket török segédhadak támogattak. Az ostromot sikeresen visszaverte Szapolyai, de a harc igazi érdemesei valójában a törökök.

1531-ben jogilag két részre vált Magyarország, az egyik felén I. Ferdinánd uralkodott, a másikon Szapolyai, de a harcok még közel hét évig nem hagytak alább. A széthúzás, a bizonytalanság és az állandó oszmán-török intervenciók előidézték az ország háromrészre való szakadását, amely állapot több mint százötven évig tartott.

## Előzmények
A tragikus mohácsi csata után az országban pártszakadás állt be. Az egyik párt Habsburg Ferdinándot akarta magyar királynak, részben mert 1515-ben szerződés köttetett II. Ulászló és I. Miksa német-római császár között, amennyiben a Jagelló-ház kihal Magyarországon, a trónt valamelyik Habsburg fiú örökli majd. Abban is bíztak, hogy Ferdinánd mögött gazdag országok és képzettebb hadsereg állt, így megvédheti akkor az országot az Oszmán Birodalom terjeszkedésétől.

Miután Szapolyai nem volt hajlandó elismerni Ferdinánd jogát a trónra, az osztrák főherceg maga mellé állította a Bács vidékére letelepített szerbeket, akiknek vezére Cserni Jován már 1526 végén lázadást robbantott ki. A szerb felkelés leverése ellenére sem köszöntött nyugalom az országra, mert Ferdinánd Spanyolország és a Pápai Állam támogatásával benyomult magyar területekre és röpke egy hónap alatt kiszorította Szapolyait Északkelet-Magyarországra. Mikor János csatát vállalt egy kisebb sereggel szemben, akkora vereséget szenvedett, hogy már csak Erdély maradt a kezén. Következő próbálkozásával döntő csatát vesztett és Lengyelországba kellett menekülnie. Mivel sem a francia, sem a lengyel királytól kapott segítséget, ezért fordult I. Szulejmán török szultánhoz, aki Erdélybe küldte Péter moldvai vajdát, s az megverte Ferdinándot, majd a törökök szorították vissza Ausztriának a németeket.

Minek folytán Bécs ostroma nem sikerült, Ferdinánd támadást kezdett és elfoglalta Nyugat-Magyarországot.
Szulejmán Budán 3000 fős erősítést hagyott, Lodovico Gritti vezérletével, mivel Szapolyai ekkor még nem volt olyan erős, hogy egy újabb osztrák támadást kivédjen. Ez a csapat ugyanakkor ellenőrizte is, mert nem bízott a királyban.

## Ferdinánd támadása Buda ellen
Ferdinánd egy kilencezer fős osztrák, spanyol, olasz és német sereget küldött Buda bevételére az idős és elég tehetetlen von Roggendorf vezetésével. Az osztrákokhoz állt Perényi Péter korábbi erdélyi vajda, aki már 1527-ben Ferdinándhoz pártolt, majd a török kényszerítette engedelmességre, s most ismét köpönyeget cserélt. Ugyancsak félő volt, hogy Várday Pál esztergomi érsek is Ferdinándhoz szegődik, ugyanis Esztergom Buda előtt fontos vár volt.
Kászon bég vezetésével közben egy újabb török erősítés érkezett négyszáz lovassal, amely Pest feletti Kisjenő községet szállta meg. Szapolyai Nándorfehérvárról Momen béget hozta segítségül török naszádokkal, ugyanis a német hajók már korábban elérték a fővárost a Dunán haladva.

Vác közelében Kászon (Kászim) és Momen megtámadta az osztrákok vízi és szárazföldi erőit, visszaszorítva őket Esztergom vidékére. Bár a győzelem nem volt annyira katonai, mindinkább lélektani, mivel a törököknek is voltak nem csekély veszteségeik.

Szapolyai egy időre Erdélybe távozott, addig megbízta Bánffy Jánost a budai vár parancsnokságával, míg Kászon és Momen a város előtt vigyázta a területet. Mialatt távol volt, a törökök és a szerbek fosztogatni kezdték a környéket. Bár Bánffy próbálta Momen béget felelősségre vonni, de nem tudott konkrét bizonyítékot felhozni ellene. Másfelől különben sem tudta volna elítélni, ugyanis szükség volt a törökök segítségére, ezért János is török segédhadainak rablásai és gyilkolásai felett már korábban is szemet hunyt. Amíg a király vissza nem tért, további visszaélések történtek Budán. Szapolyainak levélben panaszolták mindezt el, de vagy nem tudott, vagy nem is akart ez ellen tenni.
Török Bálint vezérletével előreküldött portyázók erőteljesen támadni kezdték a törököket, ezzel sikerült több magyar rokonszenvét megnyernie az osztrák vezérnek, s fennállt a veszély, hogy a budai lakosság Szapolyai ellen fordul, ha ostromra kerül a sor.

## Az ostrom
Szapolyai visszatérését követően üzenetet küldött Várdaynak Esztergomba, hogy ne adja fel a várost von Roggendorfnak. Várday arra hivatkozott, hogy pénzre van szüksége, erre a király tizenhatezer márkát küldött neki, de az érsek mégis beengedte von Roggendorf erőit a város falai közé.

Az érsekhez küldött futár kémkedett is és felmérte von Roggendorf erejét. A sereghez csatlakozott Perényi Péter, Török Bálint, Bakith Pál és Thurzó Elek valamennyi fegyveresével.

Szapolyai megparancsolta Czibak Imre váradi püspöknek és alvajdának, hogy vonuljon Budára, de ő csak néhány fegyveressel érkezett meg.

Közben mintegy 1600 török erősítés érkezett a várba. Gritti Lajos vezetésével 200 lovas és gyalogos, a szerb Ocsarovith Péter vezérletével nyolcszáz rác és oszmán, valamint Kászon bég újabb bég újabb hatszáz török lovassal (besliák). A Budát védő erők mintegy hétezren voltak (ebből 2000 magyar, mellettük szlovákok és csehek is).

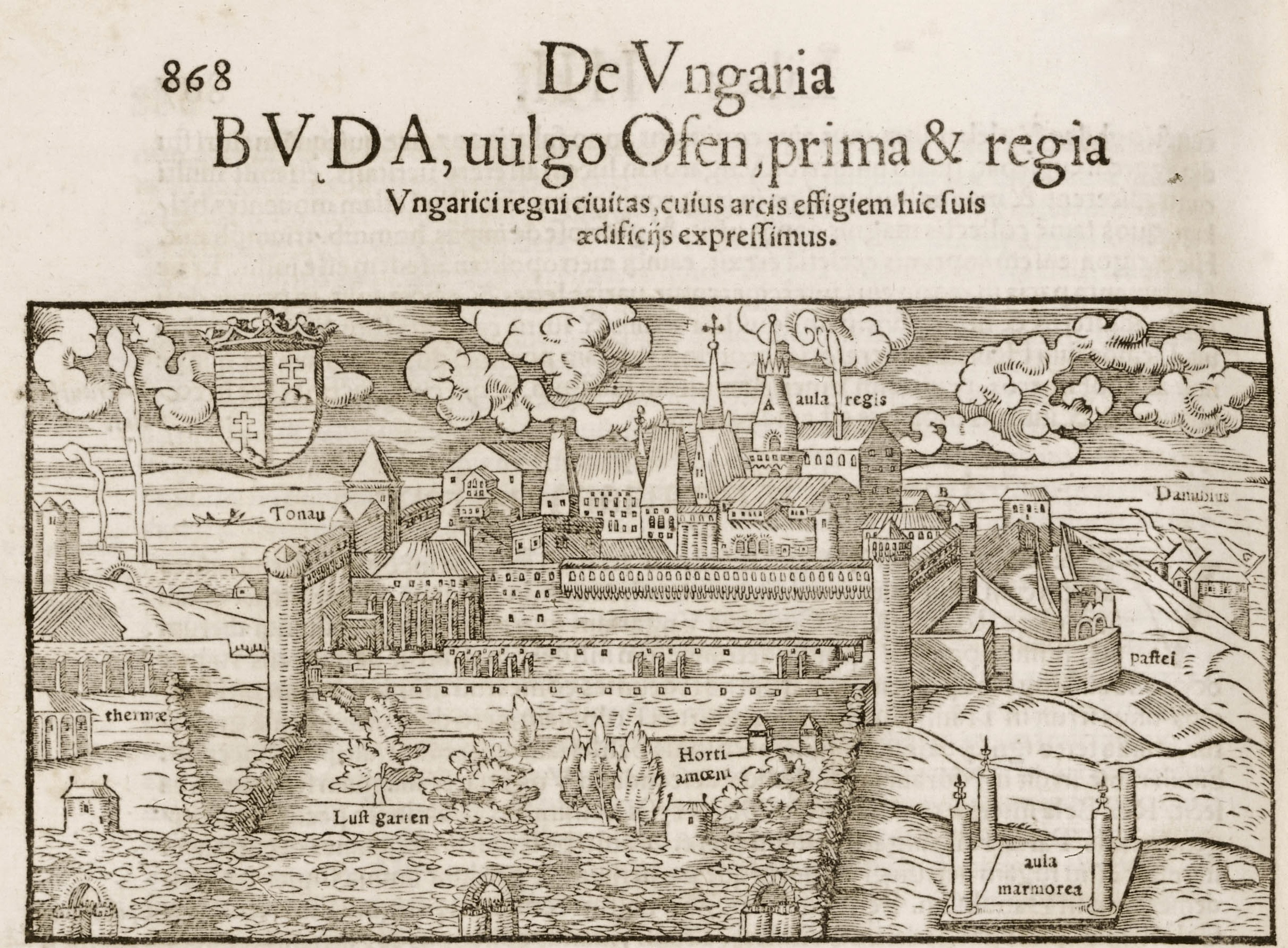
Buda látképe 1530 körül, illusztráció Sebastian Munster Cosmographiae Universalis című művéből

Az ellenséges sereg 9000 osztrák, német és spanyol zsoldosból, olasz katonákból (részben pápai katonák), s vagy három-négyezer Ferdinándhoz lojális magyarból állt. A dunai erők közel tizennégy gályát és negyven naszádot tettek ki.

Egy nappal mindenszentek előtt az osztrák tüzérség tűz alá vette a várat.

A Várhegy és Duna között tízfős üteg állt fel. A Vérmező felett állt von Roggendorf sátra, az egykori Logodnál pedig újabb tíz ágyú bombázta Budát. A Gellért-hegy alatt a Dunán a naszádokat és két gályát eveztettek fel.
A Vízivárosnál vívott folyami összecsapásban a várvédők huszonkét naszádot elvesztettek, pontosabban maguk süllyesztették el, nehogy az ellenség kezébe kerüljenek.
Az osztrákok annyira körbevették a várat, hogy csak egyetlen út volt kifelé, az pedig a Madár-hegy felől volt, ahonnét élelmiszer-utánpótlást igyekeztek szerezni a közeli szőlőkből, de végül von Roggendorf azt a helyet is lezáratta, és az egyik gályáról két ágyút vontatott fel oda.

November 1-jén nyolc lövést kapott még a vár, 2-án már csaknem százat.

Közben a magyar lovasság tett kirohanásokat, de mindig visszaverték őket. Ekkor Szapolyai Kászont küldte ki 100 lovassal. A bég Logodig vágtatott, ott csapatát két részre osztotta, ötven lovast ott hagyott, ötven másikkal a német táborra rontott rá. Ezeket Bakith és Török verte vissza, mire a hátramaradt csapatok hárították el az üldöző magyarok támadását. Továbbiakban a török erők folytatták a kirohanásokat, s jelentős részben Logodnál zajlottak a harcok.

Az osztrák tüzérség egyre sűrűbben lövette a várat, s miután az egyik fal leomlott, a gyalogság megkezdte a támadást, de a törökök visszaverték őket a töltésekről.

A második rohamot Logod felől intézte von Roggendorf december 7-én, ám a török erősítések ismét véresen visszaverték. A harcban az osztrákok több főtisztet elvesztettek.

Von Roggendorf harmadszor is rohamot vezényelt. Az osztrákok oldalán küzdő magyar csapatok négy helyen, többek között az Országh-palota, a Szent Miklós kolostor, a Gellért-hegy és a Boldogságos Szűz temploma felől támadtak. A nagyerejű támadást ismét a törökök hárították el (a várvédők szlovák és cseh katonáival), méghozzá Lodovico Gritti vezetése alatt.

A Gellért-hegy felől támadó osztrákoknak négy zászlót sikerült kitűzni, de végül a király személyes vezetésével a területet visszafoglalták. 7-e után a várvédők megkezdték a lovak levágását, ugyanis elfogyott az élelem.
December 13-án a magyar erők hosszú idő után először kudarcba fulladt támadást intéztek a németek ellen. A magyarokat a spanyol és olasz katonaság egészen a Logodi-kapuig űzte. Azon a helyen összesen tíz török állt, de nem mozdultak, viszont egy spanyol és egy olasz tisztet sikerült elfogniuk.

A Habsburg sereg magyar erői közben tárgyalni kezdtek a védőkkel, feltehetőleg a békéről. Von Roggendorf ellenben még egy rohamot akart vezetni december 20-án. Ezt jelentették Szapolyainak, aki felkészült rá. Azon napon ellenben egy üzenetet kapott a király, hogy az osztrákok felhagynak az ostrommal és elvonulnak a vár alól. Másnap december 21-én teljesen véget ért a majdnem két hónapos ostrom.

## További események
Buda ostroma után továbbra sem köszöntött béke az országra. A harcok ha nem is a nagyobb a seregek, de a két párt emberei között tovább tartottak és a törökök folytatták betöréseiket. Szulejmán 1532-ben ismét Bécs elfoglalására indult. Ferdinánd ekkor összefogott testvérével V. Károly német-római császárral és Spanyolországgal, akikkel hatalmas sereget állítottak fel és a császárváros alá rendeltek.

A szultáni sereg Kőszeg ostromával foglalkozott, amelynek védői feltartóztatták az ellenséget.

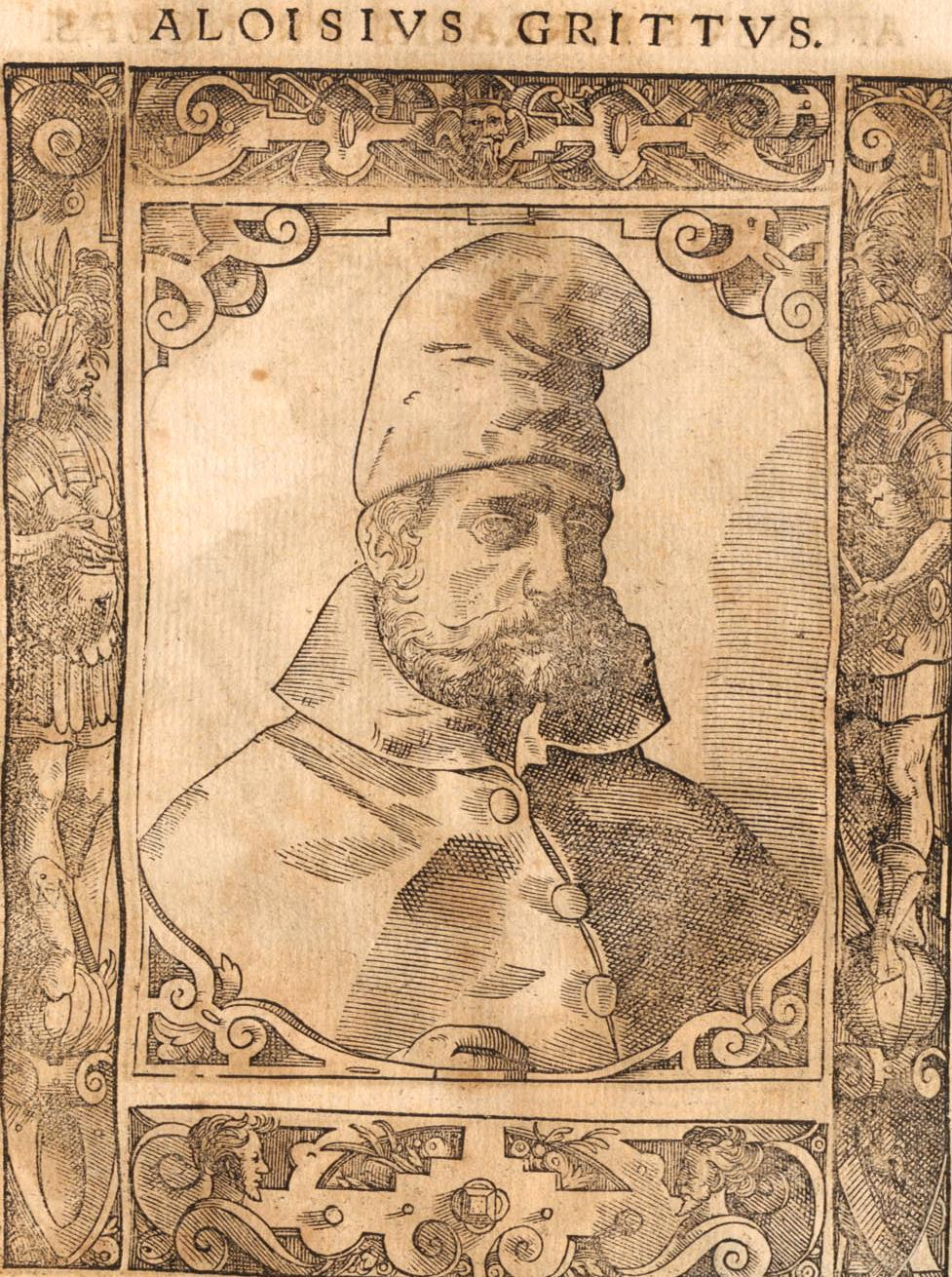
Gritti Lajos Magyarország kormányzója

A Magyarország kormányzójává kinevezett Lodovico Gritti ekkor közeledni próbált a Habsburgokhoz, amikor 1534-ben a Habsburg Ferdinánd és Szapolyai János közötti vitát kellett eldöntenie. Tekintélye és hatalma, amelyet személyes vagyonának és a szultán támogatásának köszönhetett, már sokkal nagyobb volt, amitől Szapolyai János megrémült és megpróbálta Grittit félreállítani. Miután Gritti meggyilkoltatta Czibak Imrét, Szapolyai Majláth Istvánt küldte ellene, aki VIII. Vlad vajdával beszorította Medgyes várába. Péter vajda, akit Gritti segítségére küldtek inkább Majláth mellé állt és elfoglalta a várat. Grittit és fiait lefejezték, de a polgárháborúnak még így sem szakadt vége.
1538-ban olyan titkos béke született, miszerint ha Szapolyai meghal, akkor Ferdinánd lesz az ország ura. Miután Szapolyainak fia született, meggondolta magát és ez 1540-ben újabb háborúhoz vezetett, melynek az lett a végeredménye, hogy Szulejmán serege elfoglalta Budát. Ezzel kezdetét vette a török uralom Magyarországon.